# سهام أبو العمرين
سهام أبو العمرين هي أكاديمية وسياسية فلسطينية. ولدت لعائلة هُجرت من قرية حمامة قضاء عسقلان إثر نكبة عام 1948. هي عضو في الأمانة العامة للاتحاد العام للكتاب والأدباء الفلسطينين، وعضو المجلس الوطني الفلسطيني.

## سيرتها
ولدت سهام عبد الوهاب أبو العمرين في القاهرة لعائلة فلسطينية، نالت درجة الدكتوراة في نقد الأدب العربي الحديث. انتقلت للعيش في غزة، وتولت منصب رئيس قسم اللغة العربية خلال الفترة من (2016-2018) في جامعة غزة ثم تولت منصب عميد كلية التربية عام 2019. اختيرت عضواً في لجان علمية في العديد من المؤتمرات العلمية المحكمة، لها العديد من الأبحاث المنشورة.
نالت جائزة مجمع اللغة العربية عن بحثها "إشكالية مصطلح السيميائية في الدراسات النقدية الحديثة"، وجائزة المراة المبدعة في حقل الدراسات النقدية عام 2017.

## مؤلفاتها
صدر لسهام أبو العمرين العديد من الدراسات النقدية منها:
- "الخطاب الروائي النسوي:دراسة في تقنيات التشكيل السردي".
- "الفكر النسوي في الرواية المعاصرة بين النظرية والتطبيق.
- "التقنيات السردية في روايات إبراهيم".
- "عالم غريب عسقلاني الروائي:الرؤية والأداة".